# Chminianska Nová Ves
Chminianska Nová Ves (em húngaro: Szinyeújfalu) é um município da Eslováquia, situado no distrito de Prešov, na região de Prešov. Tem 10,58 km² de área e sua população em 2018 foi estimada em 1.300 habitantes.

## Demografia
| Ano:        | 1994 | 2004    | 2014   | 2024   |
| ----------- | ---- | ------- | ------ | ------ |
| Broj ljudi: | 1085 | 1224    | 1289   | 1291   |
| Razlika:    |      | +12,81% | +5,31% | +0,15% |

| Ano:               | 2023 | 2024   |
| ------------------ | ---- | ------ |
| Número de pessoas: | 1278 | 1291   |
| Diferença:         |      | +1,01% |